# Caesarstone Sdot-Yam
Caesarstone Sdot-Yam o Caesarstone (en hebreu: אבן קיסר שדות ים) és una empresa israeliana que cotitza en la borsa de valors que fabrica enginyeria de superfícies de quars. La companyia va ser fundada en 1987 i la seva seu central es troba en el quibuts Sdot Yam, prop de la ciutat de Cesarea.

## Perfil de l'empresa

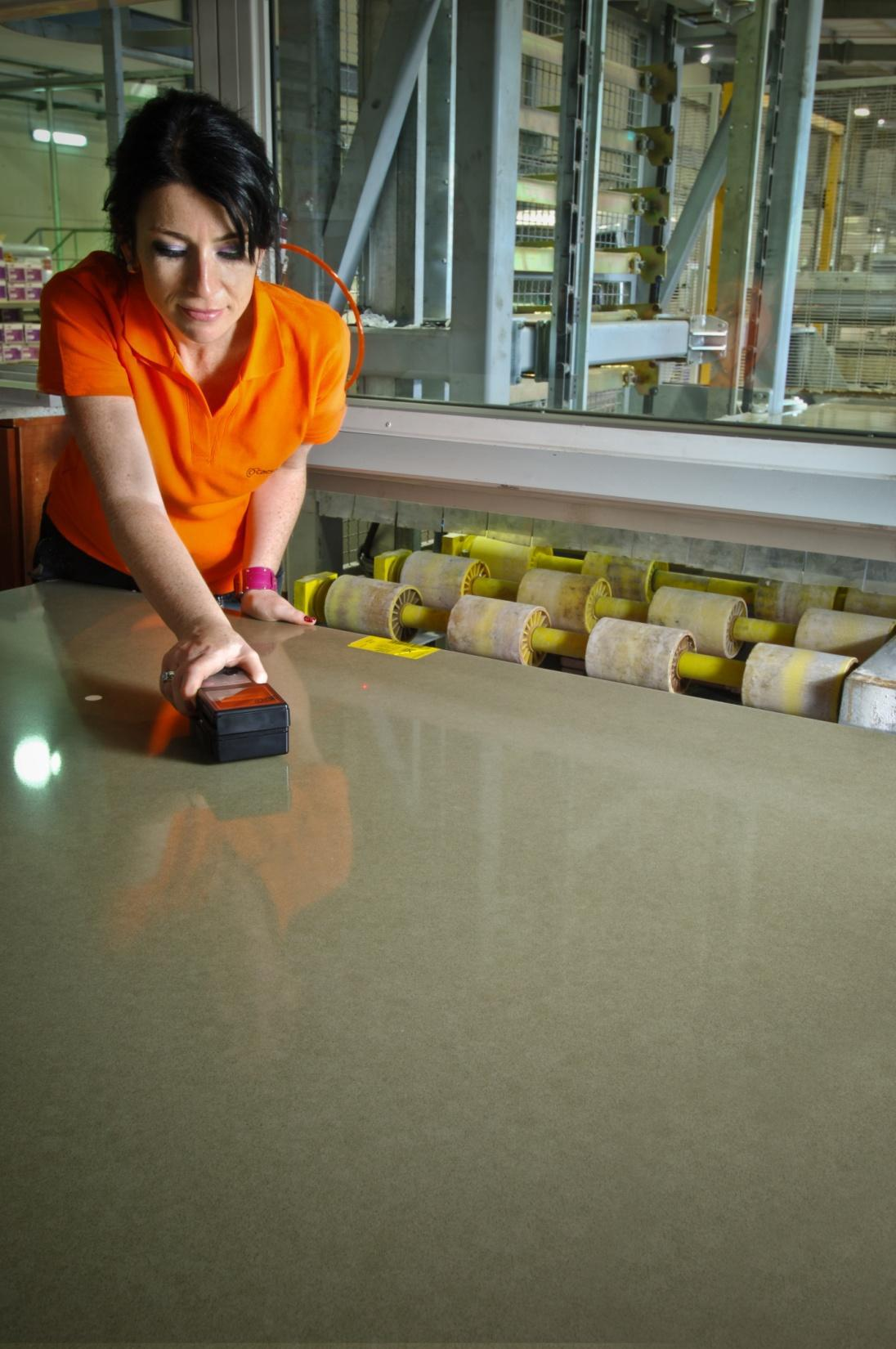
Empleada de la companyia realitzant un control de qualitat.

Caesarstone fabrica els seus productes de quars en dues localitats, a Israel: en el quibuts Sdot Yam, prop de Cesarea, en el Districte de Haifa, i prop de Carmiel Bar Lev en el Districte del Nord. Els productes Caesarstone es fan servir comunament en els fogons de cuina i en el bany. El febrer de 2012, Caesarstone va ser presentada en la Securities and Exchange Commission dels Estats Units per una oferta pública inicial de fins a 115 milions de dòlars i comparteix les seves accions en la borsa de valors Nasdaq. Entre les empreses que participen en la OPA hi ha el banc JP Morgan Chase i Barclays Bank. Els 6,7 milions d'accions van començar a cotitzar en el Nasdaq el 22 de març de 2012, al preu de 11 dòlars per acció.